# Järnvägshotellet i Ljusdal
Järnvägshotellet i Ljusdal är ett före detta järnvägshotell invid järnvägsstationen i Ljusdal. Hotellet byggdes 1880 och huset blev ett byggnadsminne 1989.
Hotellets invigning sammanföll med den av Norra stambanans sträcka mellan Järvsö och Ljusdal 1880. Arkitektens namn är okänt eftersom ritningarna är osignerade, men byggherre var gästgivare Per Olsson i Undersvik. Den första tiden skedde servering endast i anslutning till tågen, men verksamhetens öppettider utökades senare.
Byggnaden är i timmer i två våningar med fasaderna klädda med liggande och stående fasspontpanel som utsmyckats med dekorativa pilastrar, listverk och  takfotskonsoler. Taket kläddes med plåt och gavs prydnadsspiror längs gavlarna. Köket samt första och andra klassens matsalar inreddes på bottenvåningen, medan resanderummen placerades på övervåningen.